# Заїтово (Архангельський район)
Заї́тово (рос. Заитово, башк. Зәйет) — присілок у складі Архангельського району Башкортостану, Росія. Входить до складу Краснозілімської сільської ради.
Населення — 238 осіб (2010; 289 в 2002).
Національний склад:
- башкири — 52 %
- татари — 46 %